# XVIIe siècle en droit au Québec

Cet article présente une chronologie du droit au Québec de 1600 à 1699. La chronologie comprend un ensemble d'événements relatifs :
1. à la constitution et à des lois majeures ;
2. au système judiciaire et son administration ;
3. à la jurisprudence des tribunaux
4. à la pratique du droit ;
5. à des rapports de commissions d'enquête sur la justice et le gouvernement ;
6. à l'enseignement et l'étude du droit.

## Chronologie
- 1608 : Le lieutenant du vice-roi Samuel de Champlain est revêtu par commission des pouvoirs législatif, exécutif et judiciaire sur le territoire de la Nouvelle-France[1]. Les mêmes pouvoirs sont confirmés aux gouverneurs subséquents[2].
- 1621 :
  - Samuel de Champlain reçoit l'ordre de nommer des assesseurs pour le représenter dans les régions éloignées[3].
  - Le 12 septembre, Champlain publie les premières ordonnances de la colonie. Elles n'ont cependant pas été conservées pour la postérité. Il nomme les premiers officiers de justice : Louis Hébert, procureur du roi, Gilbert Coursera, lieutenant du prévôt, un certain Nicolas, greffier de la juridiction de Québec[4].
- 1627 : Le 29 avril, le cardinal de Richelieu établit la Compagnie de la Nouvelle-France. Dans l'édit d'établissement de la Compagnie, la provision des officiers de la justice souveraine est réservée au roi, qui approuve et nomme les personnes que lui présente la compagnie[5].
- 1629 :
  - Le 24 avril, les rois de France Louis XIII et d'Angleterre Charles I, mettent fin à la guerre par le traité de Suse[6].
  - Le 29 juillet, Champlain, qui ignore vraisemblablement que la paix vient d'être signée à Suse, capitule et rend Québec aux mains du chevalier David Kirke.
- 1632 : Le 29 mars, le roi d'Angleterre restitue toutes les provinces de la Nouvelle-France au roi de France en signant le traité de Saint-Germain-en-Laye[6].
- 1639 : Formation de tribunaux et nomination des premiers juges[3].
- 1644 Le 26 mars, Paul de Chomedey, sieur de Maisonneuve est nommé gouverneur de Montréal avec le pouvoir d'administrer la justice et d'assurer le bon ordre et la police[7].
- 1645 Le 14 janvier, la Compagnie de la Nouvelle-France cède la traite des pelleteries à la Compagnie des habitants[7].
- 1647 : Le 27 mars, règlement du Conseil du roi « pour établir un bon ordre et police en Canada », qui précise la composition du Conseil de Québec[8],[9].
- 1648 :
  - Le 5 mars, un nouveau règlement du Conseil du roi modifie la composition et le fonctionnement du Conseil de Québec[5].
  - La seigneurie de Montréal se dote d'un tribunal seigneurial[10].
- 1651 : Le gouverneur Jean de Lauzon, arrivé au Canada le 14 octobre, est chargé de mettre l'administration de la justice sur un pied régulier. Il nomme son fils au poste honorifique de grand sénéchal de la Nouvelle-France. Une première sénéchaussée est fondée à Québec et la même année une deuxième est érigée à Trois-Rivières[5],[10].
- 1658 :
  - Le 22 avril, l'archevêque de Rouen François Harlay de Champvallon nomme M. Gabriel de Thubière de Lévis de Queylus official (juge ecclésiastique) et grand vicaire de la Nouvelle-France[11].
  - Le 8 décembre, François de Montmorency-Laval est nommé vicaire apostolique de la Nouvelle-France. Les Parlements de Rouen et de Paris demeurent les plus hautes instances judiciaires sur les questions religieuses[12].
- 1663 :
  - En mars, le roi Louis XIV de France accepte la démission de la Compagnie de la Nouvelle-France, présentée par celle-ci le 24 février.
  - En avril, Louis XIV établit le Conseil souverain de la Nouvelle-France[13]. L'un des motifs est du roi est l'établissement d'une « justice réglée […] pour y faire fleurir les lois, maintenir et appuyer les bons, châtier les méchants et contenir chacun dans son devoir [14],[15]…».
  - Le 28 septembre, création d'une sénéchaussée royale pour l'île de Montréal. Ses premiers officiers sont M. Arthur de Sally, juge; Charles Lemoyne, procureur du roi; Bénigne Basset, greffier en chef et notaire. Le Conseil souverain confirme ces nominations le 18 octobre[16].
- 1664 :
  - Le commissaire Gaudet, envoyé par le roi pour reprendre possession de la Nouvelle-France à la suite de l'abandon et de la démission de la Compagnie de la Nouvelle-France, est chargé de mettre sur pied et de voir aux détails de la justice réglée qui fait défaut au Canada et ailleurs en Nouvelle-France[17].
  - En mai, Louis XIV établit la Compagnie des Indes occidentales pour l'administration du commerce en Nouvelle-France. L'article 33 de l'édit d'établissement de la Compagnie précise « Seront les Juges établis en tous les dits lieux, tenus de juger suivant les lois et ordonnances du Royaume, et les officiers de suivre et se conformer à la Coutume de la Prévôté et Vicomté de Paris, suivant laquelle les habitants pourront contracter, sans que l'on y puisse introduire aucune Coutume, pour éviter la diversité[18]. »
- 1665 : Le 23 mars, le roi nomme Jean Talon intendant de la justice, police et finances dans la Nouvelle France. Ses pouvoirs en matière de justice sont précisés dans sa commission[19]
- 1666 :
  - En mai 1666, mise en place de la Prévôté de Québec[20], sur la base de l'édit de mai 1664.
  - Le 18 septembre, Jean Talon ordonne le maintien du Séminaire de Montréal, propriétaire de la seigneurie de l'île de Montréal, dans la possession de sa justice, ce qui entraîne la suppression de la justice royale dans le district (donc la sénéchaussée créée en 1663)[21].
- 1667 :
  - Le roi Louis XIV rend son Ordonnance de Saint-Germain-en-Laye qui codifie la justice civile et l'état civil français[22].
  - Fondation de la Prévôté de Québec[10].
  - Le 24 janvier, le Conseil souverain ordonne la publication du projet de règlement de la justice et de la police qu'il a adopté. Les habitants seront tenu de tenter de régler leurs différends par l'intermédiaire d'amiables compositeurs ou arbitres avant de recourir à la justice, qui sera rendue gratuitement[23].
- 1670 : En août, le roi Louis XIV rend son Ordonnance criminelle qui réforme et codifie les lois criminelles françaises. L'ordonnance s'applique uniformément dans le Royaume de France, et constitue la source du droit criminel ou pénal en Nouvelle-France comme ailleurs[24].
- 1672 :
  - Le 4 juin, le roi rend un arrêt dit l'arrêt de retranchement qui autorise l'intendant Talon à révoquer les concessions de terres non défrichées pour les redistribuer à d'autres qui seront tenus de les défricher dans les quatre ans suivant la concession[25].
  - Peu de temps après son entrée en fonction, le gouverneur Frontenac assemble les États généraux du Canada. Dans une lettre du 13 juin 1672, Colbert lui conseille fortement de ne jamais refaire la même chose à l'avenir[26].
  - Frontenac promulgue des règlements de polices (31 articles) qui portent entre autres sur l'élection à la pluralité des voix des habitants de Québec, de trois échevins « pour remplir les fonctions de juges de police et veiller à l'exécution des lois ». Le lieutenant-général était également tenu d'assembler les notables de Québec deux fois par an (le 15 avril et le 15 novembre) « pour aviser surtout aux moyens d'augmenter et d'enrichir la colonie. » [27].
  - Le 26 octobre, l'intendant Talon nomme M. Gilles Boyvinet lieutenant-général des Trois-Rivières[28].
- 1673 :
  - En mars, le roi de France rend son Ordonnance sur le commerce (Code Savary) qui s'applique uniformément dans le Royaume de France[29].
  - Le 13 juin, une ordonnance est rendue pour punir de mort le fait de courir les bois pour chasser et faire le commerce des pelleteries. Le 26 septembre, Frontenac rend une ordonnance sur le même sujet[29].
- 1674 :
  - Affaires judiciaires contre le gouverneur Perrot et l'abbé Fénélon. Le premier finit enfermé à la Bastille, le second est interdit de revenir au Canada[30].
  - Le 1er octobre, Clément X établit l'évêché de Québec par une bulle papale. Mgr de Laval, évêque de Pétrée, devient le premier évêque de Québec, sur nomination du roi. Les bulles sont accordées le 10 octobre et Mgr de Laval prête serment devant le roi le 23 avril 1675[31].
- 1675 : Le 5 juin, la Compagnie des Indes occidentales est révoquée. Le jour même, l'édit de création du Conseil supérieur est confirmé et celui-ci passe de cinq à sept conseillers[32].
- 1677 : En mai, le roi rétablit la Prévôté de Québec, supprimée lors de la révocation de la Compagnie des Indes occidentales. Le 9 mai, l'office de Prévôt de la maréchaussée est également créé[33],[34].
- 1679 :
  - Le Conseil souverain adopte une ordonnance interdisant aux gouverneurs particuliers d'emprisonner les personnes, réservant ce droit au gouverneur-en-chef, au lieutenant-général civil et au Conseil souverain[27]. Le 7 mai, le roi défend aux gouverneurs particuliers d'emprisonner les habitants sans l'ordre exprès du gouverneur général ou arrêt du Conseil souverain[35].
  - Le 24 mai, le roi émet une ordonnance qui interdit de porter de l'eau-de-vie aux bourgades des sauvages éloignées des habitations françaises, sous peine d'amende et de punition corporelle en cas de récidive[35].
  - En juin, par un édit du roi, l'Ordonnance de 1667 (code civil), tel que modifiée par le Conseil souverain à Québec pour les besoins de la Nouvelle-France, est déclarée la loi définitive en Nouvelle-France[36].
- 1680 : Le 29 mai, le Conseil d'État du roi fait de l'intendant de la Nouvelle-France le premier président des Cours supérieures, corrigeant ainsi une ambiguïté contenue dans la commission de l'intendant Duchesneau[37].
- 1681 : En août, le roi rend son Ordonnance sur la Marine, qui s'applique à l'ensemble du royaume de France[37].
- 1684 : Mise en activité de la Prévôté de Montréal sur la juridiction existante de la Seigneurie de Montréal.
- 1685 :
  - En mars, le roi rend son Ordonnance sur l'état des esclaves, dit Code noir. Bien que son objet soit « la police des îles de l'Amérique », il sera appliqué en Louisiane[38].
  - le 10 mars, le roi autorise le transfert du Conseil souverain du Château Saint-Louis vers un nouvel édifice construit par la rénovation d'une ancienne brasserie sur le bord de la rivière Saint-Charles[39].
  - Le 18 octobre, le roi Louis XIV signe l'édit de Fontainebleau qui révoque de l'Édit de Nantes sur la tolérance des protestants signé par Henri IV en avril 1598 [40].
- 1693 : En mars, le roi étend la justice royale à Montréal, en remplacement définitif de la justice seigneuriale qui s'y était maintenue sous l'autorité des seigneurs ecclésiastiques de l'île. Cette juridiction se compose d'un juge royal, d'un procureur du roi, d'un greffier, de quatre huissiers, de quatre notaires royaux, et, une première au Canada, de quatre procureurs postulants[41].
- 1697 : Le 20 septembre, la paix entre la France et l'Angleterre est signée à Ryswick. Concernant les territoires nord-américains, chaque couronne conserve ses possessions, sauf la Baie d'Hudson qui passe de l'Angleterre à la France. (Voir Traité de Ryswick)[42].